# Чемпіонат світу з мініфутболу
Чемпіонат світу з мініфутболу (або – Кубок світу, англ. WMF World Cup) — міжнародні змагання з мініфутболу. Проводяться з 2015 року з періодичністю один раз на 2 роки під егідою Всесвітню федерацію мініфутболу.
Всесвітню федерацію мініфутболу (World Minifootball Federation, WMF) засновано в 2008 році. Нині (жовтень 2019) вона налічує 71 країну-члена. Штаб-квартира знаходиться у Празі. Президент – Філіп Жуда (Чехія). Перший чемпіонат пройшов у США (чемпіон – США), другий відбувся у 2017 році в Тунісі (чемпіон – Чехія).
Україну на іграх представляє Федерація мініфутболу України та Збірна України з мініфутболу.

## Список чемпіонатів
| № | Рік  | Місто проведення | Країна проведення | Переможець |
| - | ---- | ---------------- | ----------------- | ---------- |
| 1 | 2015 |                  | США               | США        |
| 2 | 2017 |                  | Туніс             | Чехія      |
| 3 | 2019 | Перт             | Австралія         | Мексика    |
| 4 | 2021 | Київ             | Україна           |            |